# Alexander Lozza
Padre Alexander Lozza (Marmorera, 28 giugno 1880 – Tiefencastel, 13 febbraio 1953) è stato un poeta e presbitero svizzero.
Compose poesie in lingua italiana e in lingua romancia.

## Biografia
Dodicesimo figlio di Dorigo e Lucrezia Florinetti, nacque con il nome di Constatin nei Grigioni di lingua romancia, frequento le scuole elementari a Surses e a quindici anni fu inviato in una scuola gestita dai frati minori conventuali a Genova dove comincia a scrivere le prime poesie in italiano.
Nel 1900 prese i voti e il nome di padre Alexander nel convento dei frati cappuccini presso la Chiesa della Santissima Concezione, poi celebra la prima messa nel suo paese di natale nei Grigioni. Diventa padre ausliario a Obervaz nel 1906 e poi a Salouf.
In seguito ricopre l'incarico di parroco a Tomils dal 1908 alla primavera del 1919, lo stesso anno ritorna a Salouf dove ricoprirà questo incarico fino al 1949. Dal 1919 al 1936 fu anche custode del Santuario di Ziteil nel comune di Salouf.
Dal 1929 su insistenza dei suoi parrocchiani cominciò a comporre poesie in lingua romancia inizialmente in almanacchi e periodici locali, poi nel 1935 con la poesia "Crusch alva sin fons cotschen" ebbe popolarità in tutta la Svizzera anche al di fuori dei Grigioni.
Fu contrario alla costruzione della diga di Marmorera, nel 1949 si trasferì nell'ospizio dei frati cappuccini di Tiefencastel dove morì quattro anni dopo all'età di 72 anni. 
Nel 1951 uscì la raccolta di poesie Ziteil e nel 1954 Poesias.

## Opere
- Pader A. Lozza, 1880-1953, a cura di F. Capeder et al., 1980